# Mühlenbach (Genfbach)
Der Mühlenbach ist ein rund zwei Kilometer langer, orographisch rechter Zufluss des Genfbachs auf der Gemarkung von Nettersheim im Kreis Euskirchen in Nordrhein-Westfalen.
Die Quelle entspringt im östlichen Bereich des Nettersheimer Ortsteils Engelgau. Von dort verläuft der Mühlenbach rund 330 m in südwestlicher Richtung und unterquert die Landstraße 115. Nach weiteren rund 450 m in südwestlicher Richtung unterquert er die Bundesautobahn 1 und fließt von da ab rund 1170 m weiter in südwestlicher Richtung an der Burg Engelgau vorbei. Südlich der Anlage fließt ein unbenannter Bach zu. Anschließend entwässert der Mühlenbach südlich der Ahekapelle im Naturschutzgebiet Genfbachtal südöstlich Nettersheim in den Genfbach.